# Adrian Rawlins
Adrian Rawlins (Stoke-on-Trent, 27 marzo 1958) è un attore britannico.

## Biografia
È apparso in diversi film incluso Wilbur Wants to Kill Himself, e ha anche un ruolo minore nella serie di film di Harry Potter nella parte del padre di Harry, James Potter.

## Filmografia parziale

### Cinema
- Le donne non sono tutte uguali (Different for Girl), regia di Richard Spence (1996)
- Le onde del destino (Breaking the Waves), regia di Lars von Trier (1996)
- Harry Potter e la pietra filosofale (Harry Potter and the Philosopher's Stone), regia di Chris Columbus (2001)
- Wilbur Wants to Kill Himself, regia di Lone Scherfig (2002)
- Harry Potter e la camera dei segreti (Harry Potter and the Chamber of Secrets), regia di Chris Columbus (2002)
- Harry Potter e il prigioniero di Azkaban (Harry Potter and the Prisoner of Azkaban), regia di Alfonso Cuarón (2004)
- Harry Potter e il calice di fuoco (Harry Potter and the Goblet of Fire), regia di Mike Newell (2005)
- Harry Potter e l'Ordine della Fenice (Harry Potter and the Order of the Phoenix), regia di David Yates (2007)
- Harry Potter e i Doni della Morte - Parte 1 (Harry Potter and the Deathly Hallows Part I), regia di David Yates (2010)
- Harry Potter e i Doni della Morte - Parte 2 (Harry Potter and the Deathly Hallows Part II), regia di David Yates (2011)
- The Raven, regia di James McTeigue (2012)
- L'angelo della morte (The Woman in Black: Angel of Death), regia di Tom Harper (2014)
- L'ora più buia (Darkest Hour), regia di Joe Wright (2017)
- The Colour Room, regia di Claire McCarthy (2021)
- One Life, regia di James Hawes (2023)

### Televisione
- The Woman in Black, regia di Herbert Wise – film TV (1989)
- Soldier Soldier – serie TV, 8 episodi (1993)
- She's Out, regia di Ian Toynton – miniserie TV (1996)
- Insiders – serie TV, 6 episodi (1997)
- L'ispettore Barnaby (Midsomer Murders) – serie TV, episodi 4x06-14x03 (2001, 2011)
- The Stretford Wives, regia di Peter Webber – film TV (2002)
- Hear the Silence, regia di Tim Fywell – film TV (2003)
- Ahead of the Class, regia di Adrian Shergold – film TV (2005)
- Miss Marple (Agatha Christie's Marple) – serie TV, episodio 3x04 (2007)
- Clapham Junction, regia di Adrian Shergold – film TV (2007)
- Testimoni silenziosi (Silent Witness) – serie TV, 4 episodi (2007, 2014)
- Doctor Who – serie TV, episodio 4x03 (2008)
- Hunter, regia di Colm McCarthy – miniserie TV (2009)
- Prisoners Wives – serie TV, 7 episodi (2012-2013)
- Mayday – miniserie TV, 4 puntate (2013)
- Glue, regia di Daniel Nettheim, Olly Blackburn e Cathy Brady – miniserie TV (2014)
- From Darkness, regia di Dominic LeClerc – miniserie TV, puntate 02-03-04 (2015)
- Dickensian – serie TV, 14 episodi (2015-2016)
- The White Princess, regia di Jamie Payne e Alex Kalymnios – miniserie TV, 6 puntate (2017)
- Hard Sun – serie TV, 6 episodi (2018)
- Innocent – serie TV, 4 episodi (2018)
- Girlfriends – serie TV, 6 episodi (2018)
- Chernobyl, regia di Johan Renck – miniserie TV, puntate 01-02-05 (2019)
- Sanditon – serie TV, episodio 1x01 (2019)
- A Discovery of Witches - Il manoscritto delle streghe (A Discovery of Witches) – serie TV, 4 episodi (2021)
- Le indagini di Roy Grace (Grace) – serie TV, episodi 1x01-1x02 (2021)
- Gentleman Jack - Nessuna mi ha mai detto di no (Gentleman Jack) – serie TV, episodio 2x08 (2022)
- Andor – serie TV, episodio 1x06 (2022)
- Vera – serie TV, episodio 12x05 (2023)
- Mary & George, regia di Oliver Hermanus, Alex Winckler e Florian Cossen – miniserie TV, 6 puntate (2024)
- I delitti della bella di notte (Moonflower Murders), regia di Rebecca Getward – miniserie TV (2024)
- Patience – serie TV, episodio 1x01 (2025)

## Doppiatori italiani
Nelle versioni in italiano delle opere in cui ha recitato, Adrian Rawlins è stato doppiato da:
- Mauro Gravina ne Le onde del destino, Living
- Gaetano Varcasia in Harry Potter e il calice di fuoco, Harry Potter e i Doni della Morte - Parte 2
- Ambrogio Colombo in Hard Sun, Sanditon
- Pasquale Anselmo in The White Princess, One Life
- Franco Mannella ne L'angelo della morte, Mary & George
- Riccardo Rossi in The Raven
- Raffaele Palmieri in Chernobyl
- Franco Zucca in A Discovery of Witches - Il manoscritto delle streghe
- Paolo Maria Scalondro in Andor
- Augusto Di Bono ne I delitti della bella di notte